# Orthetrum coerulescens
Orthetrum coerulescens е вид водно конче от семейство Libellulidae. Видът не е застрашен от изчезване.

## Разпространение и местообитание
Разпространен е в Австрия, Азербайджан, Албания, Алжир, Армения, Афганистан, Босна и Херцеговина, България, Великобритания, Грузия, Гърция, Дания, Ирак, Иран, Ирландия, Испания, Италия, Кипър, Ливан, Литва, Лихтенщайн, Люксембург, Мароко, Нидерландия, Норвегия, Полша, Португалия, Северна Македония, Румъния, Русия, Сирия, Словакия, Словения, Сърбия, Тунис, Турция, Украйна, Унгария, Финландия, Франция, Хърватия, Черна гора, Чехия, Швейцария и Швеция.
Регионално е изчезнал в Естония.
Среща се на надморска височина от 16,2 до 79,3 m.